# Andrena nigroolivacea
Andrena nigroolivacea är en biart som beskrevs av Dours 1873. Andrena nigroolivacea ingår i släktet sandbin, och familjen grävbin. Inga underarter finns listade i Catalogue of Life.